# Blaublitz Akita
Blaublitz Akita (ブラウブリッツ秋田?) är ett fotbollslag från Akita i Akita prefektur, Japan. Laget spelar för närvarande (2020) i lägsta proffsligan J2 League.

## Placering tidigare säsonger
| Säsong | Nivå | Liga      | Placering | Referens | Notering |
| ------ | ---- | --------- | --------- | -------- | -------- |
| 2014   | 3    | J3 League | 8         | [ 1 ]    |          |
| 2015   | 3    | J3 League | 8         | [ 2 ]    |          |
| 2016   | 3    | J3 League | 4         | [ 3 ]    |          |
| 2017   | 3    | J3 League | 1         | [ 4 ]    |          |
| 2018   | 3    | J3 League | 8         | [ 5 ]    |          |
| 2019   | 3    | J3 League | 8         | [ 6 ]    |          |
| 2020   | 3    | J3 League | 1         | [ 7 ]    | Pandemin |
| 2021   | 2    | J2 League | 13        | [ 8 ]    | Pandemin |
| 2022   | 2    | J2 League | 12        | [ 9 ]    | Pandemin |
| 2023   | 2    | J2 League | 13        | [ 10 ]   |          |
| 2024   | 2    | J2 League | 10        | [ 11 ]   |          |

## Truppen
Aktuell 23 april 2022.
| Nr | Land  | Pos | Namn              |
| -- | ----- | --- | ----------------- |
| 1  | Japan | MV  | Yoshiaki Arai     |
| 2  | Japan | F   | Yuzuru Yoshimura  |
| 3  | Japan | F   | Tatsushi Koyanagi |
| 4  | Japan | F   | Jurato Ikeda      |
| 5  | Japan | F   | Kaito Chida       |
| 6  | Japan | MF  | Yuji Wakasa       |
| 7  | Japan | MF  | Makoto Fukoin     |
| 8  | Japan | MF  | Taira Shige       |
| 9  | Japan | A   | Ryota Nakamura    |
| 10 | Japan | MF  | Masaki Okino      |
| 11 | Japan | A   | Koya Handa        |
| 13 | Japan | A   | Ryuji Saito       |
| 14 | Japan | A   | Yosuke Mikami     |
| 15 | Japan | MF  | Nao Eguchi        |
| 16 | Japan | A   | Naoki Inoue       |
| 17 | Japan | F   | Koki Shimosaka    |
| 18 | Japan | A   | Ibuki Yoshida     |

| Nr | Land  | Pos | Namn                 |
| -- | ----- | --- | -------------------- |
| 19 | Japan | A   | Hayate Take          |
| 20 | Japan | F   | Shintaro Kato        |
| 21 | Japan | MV  | Yudai Tanaka         |
| 23 | Japan | MF  | Shuto Inaba (kapten) |
| 24 | Japan | MF  | Daiki Kogure         |
| 25 | Japan | MF  | Tomofumi Fujiyama    |
| 27 | Japan | F   | Yuto Fujita          |
| 29 | Japan | A   | Keita Saito          |
| 30 | Japan | MV  | Yuki Yasuda          |
| 32 | Japan | F   | Shigeto Masuda       |
| 33 | Japan | MF  | Ryutaro Iio          |
| 39 | Japan | F   | Yuko Takase          |
| 40 | Japan | A   | Shota Aoki           |
| 41 | Japan | MV  | Kenya Matsui         |
| 50 | Japan | F   | Kenichi Kaga         |